# Online dražba
Online aukcija je poslovni model u kojem sudionici nude proizvode i usluge putem Interneta. 

Takav oblik elektroničke trgovine karakterizira puno potencijalnih kupaca, visok stupanj neizvjesnosti i veliku brzinu izvršenja. Kupovina i prodaja u obliku dražbe je omogućena softverom koji regulira različite procese. 

## Povijest
Online aukcije su započele 1995. s aukcijskom tvrtkom koja je omogućavala računalnim stručnjacima prodaju, kupnju i razmjenu kompjutera i njegovih dijelova. Danas je to web mjesto, poznato kao eBay, najveće online tržište na svijetu s više od 100,000 aukcija u danu i 315 kategorija u ponudi.

## Vrste
Postoji više vrsta online aukcija.
1. Engleska aukcija - započinje s niskom cijenom koju postavlja prodavatelj. Kako rastu ponude, tako se povećava i cijena. Proizvod je prodan onom ponuditelju koji je ponudio najvišu cijenu.
2. Nizozemska aukcija - prodavatelj postavlja cijenu koja je iznad realne cijene proizvoda ili usluge te postupno spušta traženu cijenu. Proizvod je prodan onom ponuditelju koji prvi prihvati trenutno traženu cijenu.
3. Aukcija sa zapečaćenim ponudama -  ponuditelji daju zapečaćene ponude, tako da ostali sudionici ne znaju kakva je ponuda. Proizvod je prodan onom ponuditelju koji je ponudio najvišu cijenu.
4. Vickery aukcija - izvodi se tako da ponuditelji daju zapečaćene ponude, a pobjednik aukcije, koji je postavio najvišu cijenu, plaća drugu po visini ponuđenu cijenu.
5. Dvostruka aukcija – prodavatelji i ponuditelji daju odvojene ponude koje se grupiraju. Prodavatelj kreće od najviše moguće cijene, a ponuditelj od najmanje moguće cijene, te se na kraju formira srednja cijena.

Većina aukcija koristi Englesku metodu.

## Prednosti
- Nema vremenske prinude – stavke su dostupne određen broj dana dajući kupcima vrijeme za pretragu, odluku i kupovinu.
- Nema zemljopisnih ograničenja – prodavatelji i ponuditelji mogu sudjelovati u aukciji s bilo kojeg mjesta u kojem je dostupan Internet.
- Veliki broj ponuditelja – s obzirom na mogućnost relativno niske cijene, široki opseg proizvoda i dostupnih usluga te jednostavnost pristupa, postoji veliki broj ponuditelja.
- Veliki broj prodavatelja – s obzirom na veliki broj ponuditelja, mogućnost relativno visoke cijene, smanjenih troškova prodaje i jednostavnosti pristupa, postoji veliki broj prodavatelja.
- Mreža ekonomije - veliki broj ponuditelja će ohrabriti više prodavatelja, koji će potaknuti više ponuditelja, što će potaknuti više prodavatelja, i tako u krug. Što više krug djeluje, sustav postaje veći i ovaj poslovni model postaje vredniji za sve sudionike.

Sve ove prednosti pružaju velike mogućnosti pronalaska uobičajenih, ali i onih rijetkih i manje poznatih predmeta, te mogućnost kupovine željenih predmeta po nižoj cijeni u odnosu na cijene u trgovinama.

## Nedostaci
U skladu sa Saveznom trgovinskom komisijom (Federal Trade Commission – FTC), online aukcije mogu biti riskantan posao, te su neki kupci još uvijek u strahu od krađe osobnih podataka ili novca.
Jedan od nedostataka online aukcije je i rizik kupovine ukradene robe, jer kupci najčešće nisu u mogućnosti provjeriti podrijetlo proizvoda, a česta je prijevara i nerealan prikaz proizvoda, na način da se u opisu izostave važne informacije ili fotografija bude neprimjerena.
Prednosti e-trgovine nadilaze sve ove nedostatke, te se postotak korištenja ovakvog modela trgovine svakim danom povećava.